# Eunice franklini
Eunice franklini är en ringmaskart som beskrevs av Monro 1924. Eunice franklini ingår i släktet Eunice och familjen Eunicidae. Inga underarter finns listade i Catalogue of Life.